# Куп СФР Југославије у рагбију 1985.
Куп СФР Југославије у рагбију 1985. је било 26. издање Купа комунистичке Југославије у рагбију. Играло се по правилима рагбија 15. 
Трофеј је освојио Челик.
| Освајач купа Југославије у рагбију 1985. |
| ---------------------------------------- |
| Рагби клуб Челик 2. трофеј               |